# عبد الله بن مالك بن القشب
عبد الله ابن بحينة هو الصحابي عبد الله بن مالك بن القشب، واسم القشب جندب بن نضلة بن عبد الله بن رافع بن محصن بن مبشر بن صعب بن دهمان بن نصر بن زهران بن كعب بن الْحَارِثِ بن كعب بن عَبْدِ اللَّهِ بْنِ نصر الأزدي. ويقال بأنه حليف بني المطلب بن عبد مناف من قريش وأخاه جبير بن مالك متحالف مع بني نوفل بن عبد مناف ويقال بأنهما ليسا أزديان بل قرشيان من بني المطلب بن عبد مناف. أبو محمد حليف بني عبد المطلب بن هاشم بن عبد مناف القرشي المعروف بـ«ابن بحينة»، وهي أمه بحينة بنت الحارث بن عبد المطلب بن هاشم بن عبد مناف، وقد غلبت عليه النسبة إلى أمه وكذا يقال في أبيه مالك. أسلم قديماً، وصحب رسول الله، وكان ناسكاً قواماً صوّاماً، وكان ممن يسرد صوم الدهر كله. قال ابن سعد: كان ينزل بطن ريم على ثلاثين ميلاً من المدينة.

## اسمه
اسمه عبد الله، واسم أبيه مالك بن القشب، يشتهر باسم: عبد الله بن بحينة، نسبة إلى أمه بحينة، وفي بعض كتب التراجم يذكر بهذا الاسم في عنوان الترجمة، بينما يذكر في بعض كتب التراجم بعنوان: عبد الله بن مالك، وله تسمية ثالثة هي: عبد الله بن مالك بن بحينة، منسوبا إلى أبيه وأمه معا، إلا أن الاسم الذي اشتهر به هو: عبد الله بن بحينة.

## جدول المحتوى

### ما روى عنه
22411 حَدَّثَنَا مُحَمَّدُ بْنُ فُضَيْلٍ [ ص: 345 ] حَدَّثَنَا يَحْيَى بْنُ سَعِيدٍ عَنْ عَبْدِ الرَّحْمَنِ الْأَعْرَجِ أَنَّ ابْنَ بُحَيْنَةَ أَخْبَرَهُ أَنَّ رَسُولَ اللَّهِ ﷺ قَامَ فِي الثِّنْتَيْنِ مِنْ الظُّهْرِ نَسِيَ الْجُلُوسَ حَتَّى إِذَا فَرَغَ مِنْ صَلَاتِهِ إِلَى أَنْ يُسَلِّمَ سَجَدَ سَجْدَتَيْنِ ثُمَّ خَتَمَ بِالتَّسْلِيمِ.

## وفاته
مات في عمل مروان في المرة الثانية، ما بين سنة أربع وخمسين إلى ثمان وخمسين، والعجب: أن ابن الجوزي نقل من كلام محمد بن سعد، ثم إنه ذكر وفاته في هذه السنة - يعني: سنة تسع وخمسين.